# West Meon
West Meon is een civil parish in het bestuurlijke gebied Winchester, in het Engelse graafschap Hampshire.
Guy Burgess ligt hier begraven.